# Arquebisbat de Cardiff
L'arquebisbat de Cardiff (anglès: Archdiocese of Cardiff; llatí: Archidioecesis Cardiffensis) és una seu metropolitana de l'Església Catòlica a Anglaterra i Gal·les, que ocupa la porció sud-est de Gal·les i el comtat d'Herefordshire a Anglaterra. Al 2013 tenia 144.000 batejats sobre una població de 1.500.500 habitants. Actualment està regida per l'arquebisbe George Stack.

## Demarcació
L'arxidiòcesi s'estén sobre els següents comtats tradicionals de la Gran Bretanya: Monmouthshire, la part oriental del comtat de Glamorganshire a Gal·les, i Herefordshire a Anglaterra.
La seu arxiepiscopal és la ciutat de Cardiff, on es troba la catedral metropolitana de Sant David.
L'arxidiòcesi s'estén sobre una superfície de 3.064  km², i està dividida en 58 parròquies.

### Arxiprestats
Les parròquies de l'arxidiòcesi estan agrupades en sis arxiprestats:
- Bridgend
- Cardiff
- Hereford
- Newport
- North Gwent
- Pontypridd

## Història
El vicariat apostòlic del districte de Gal·les va ser erigit el 3 de juliol de 1840 mitjançant el breu Muneris Apostolici del Papa Gregori XVI, prenent el territori del vicariat apostòlic del districte occidental (avui bisbat de Clifton). El vicariat ocupava tot Gal·les i el comtat d'Herefordshire, a Anglaterra.
El 29 de setembre de 1850, en virtut del breu Universalis Ecclesiae del Papa Pius IX el vicariat cedí una part del seu territori per tal que s'erigís el bisbat de Shrewsbury, sent elevat paral·lelament a diòcesi, assumint el nom de diòcesi de Newport i Menvia. La catedral de la diòcesi era el monestir benedictí de Belmont, proper a Hereford; i la diòcesi tenia un capítol monàstic. Originàriament era sufragània de l'arquebisbat de Westminster.
El 1895 cedí una nova porció de territori per tal que s'erigís el vicariat apostòlic de Gal·les (avui bisbat de Menevia), i assumí el nom de diòcesi de Newport.
El 28 d'octubre de 1911 passà a formar part de la província eclesiàstica de l'arquebisbat de Birmingham.
El 7 de febrer de 1916, en virtut de la butlla Cambria celtica gentis del Papa Benet XV, va ser elevada al rang d'arxidiòcesi metropolitana i assumí el nom actual a causa del trasllat de la seu arxiepiscopal des de Newport fins a Càrdiff; i l'església de Sant David es convertí en la catedral. Inicialment la diòcesi tenia dues catedrals i dos capítols diferents, un de secular i l'altre de regular, car Belmont va poder conservar el seu privilegi de catedral i el seu capítol. El 20 de març de 1920, mitjançant la butlla Praeclara gesta del mateix Papa Benet XV, anuncià la renúncia del monestir de Belmont al privilegi de catedral i de capítol, elevant el monestir al rang d'abadia.

## Cronologia episcopal
- Thomas Joseph Brown, O.S.B. † (5 de juny de 1840 - 12 d'abril de 1880 mort)
- John Cuthbert Hedley, O.S.B. † (18 de febrer de 1881 - 11 de novembre de 1915 mort)
- James Romanus Bilsborrow, O.S.B. † (7 de febrer de 1916 - 16 de desembre de 1920 renuncià)
- Francis Edward Joseph Mostyn † (7 de març de 1921 - 25 d'octubre de 1939 mort)
- Michael Joseph McGrath † (20 de juny de 1940 - 28 de febrer de 1961 mort)
- John Aloysius Murphy † (22 d'agost de 1961 - 25 de març de 1983 jubilat)
- John Aloysius Ward, O.F.M.Cap. † (25 de març de 1983 - 26 d'octubre de 2001 renuncià)
- Peter Smith (26 d'octubre de 2001 - 30 d'abril de 2010 nomenat arquebisbe de Southwark)
- George Stack, des del 19 d'abril de 2011

## Estadístiques
A finals del 2013, la diòcesi tenia 144.000 batejats sobre una població d'1.500.500 persones, equivalent al 9,6% del total.
| any  | població | població  | població | sacerdots | sacerdots       | sacerdots       | sacerdots             | diaques | religiosos | religiosos | parròquies |
| ---- | -------- | --------- | -------- | --------- | --------------- | --------------- | --------------------- | ------- | ---------- | ---------- | ---------- |
| any  | batejats | total     | %        | total     | clergat secular | clergat regular | batejats por sacerdot | diaques | homes      | dones      |            |
| 1950 | 93.829   | 1.772.289 | 5,3      | 176       | 114             | 62              | 533                   |         | 13         | 357        | 85         |
| 1957 | 88.734   | 1.772.289 | 5,0      | 195       | 124             | 71              | 455                   |         | 87         | 443        | 85         |
| 1969 | 105.449  | 1.887.000 | 5,6      | 187       | 121             | 66              | 563                   |         | 87         | 396        | 98         |
| 1980 | 106.217  | 1.868.106 | 5,7      | 178       | 109             | 69              | 596                   |         | 91         | 344        | 102        |
| 1990 | 90.522   | 1.423.949 | 6,4      | 157       | 93              | 64              | 576                   | 1       | 75         | 210        | 82         |
| 1999 | 83.023   | 1.596.100 | 5,2      | 126       | 80              | 46              | 658                   | 1       | 50         | 157        | 79         |
| 2000 | 83.900   | 1.596.200 | 5,3      | 130       | 79              | 51              | 645                   | 1       | 54         | 146        | 79         |
| 2001 | 79.191   | 1.598.944 | 5,0      | 126       | 75              | 51              | 628                   | 1       | 54         | 144        | 79         |
| 2002 | 79.214   | 1.608.750 | 4,9      | 121       | 71              | 50              | 654                   | 1       | 54         | 143        | 79         |
| 2003 | 87.942   | 1.568.500 | 5,6      | 112       | 68              | 44              | 785                   | 1       | 49         | 132        | 79         |
| 2004 | 86.536   | 1.398.203 | 6,2      | 114       | 71              | 43              | 759                   | 1       | 46         | 128        | 78         |
| 2006 | 82.211   | 1.413.000 | 5,8      | 108       | 69              | 39              | 761                   | 1       | 42         | 96         | 74         |
| 2010 | 144.960  | 1.510.000 | 9,6      | 94        | 62              | 32              | 1.542                 | 16      | 34         | 123        | 60         |
| 2013 | 144.000  | 1.500.500 | 9,6      | 79        | 50              | 29              | 1.822                 | 21      | 31         | 115        | 58         |